# Transilvania (Schiff, 1938)
Die Transilvania war ein 1938 gebautes Passagierschiff, das bis 1975 unter rumänischer Flagge im Einsatz war, 1979 im Hafen von Galați kenterte und anschließend abgewrackt wurde.

## Bau und technische Daten
Bei der Werft Burmeister & Wain in Kopenhagen bestellte die staatliche rumänische Reederei Serviciul Maritim Român zwei Schiffe für ihre internationalen Passagier- und Kreuzfahrten, die sich durch einen hohen Komfort und zugleich eine hohe Geschwindigkeit auszeichneten. Als erstes der beiden Schwesterschiffe wurde die Transilvania unter der Baunummer 633 auf Kiel gelegt und lief am 11. Februar 1938 vom Stapel, gefolgt vom Stapellauf der Basarabia am 19. Mai 1938. Die Indienststellung der Transilvania erfolgte am 11. Juni 1938 während der Überführung nach Rumänien; ihren Heimathafen Constanța erreichte sie am 26. Juni 1938.
Das Schiff war 123,44 Meter lang, 17,55 Meter breit und hatte einen Tiefgang von maximal 9,23 Metern. Dabei war es mit 6672 BRT bzw. 3091 NRT vermessen und hatte eine Tragfähigkeit von 1675 Tonnen. Zwei Zwölfzylinder-Zweitakt-Dieselmotoren von Burmeister & Wain erzeugten 19.450 PS und ermöglichten über zwei Schrauben eine Geschwindigkeit von 22,5 Knoten. Ihre Unterkünfte boten 412 Passagieren Platz, davon 32 in der Luxusklasse, 64 der Ersten Klasse, 100 der Zweiten Klasse und 216 der Dritten Klasse. Die Besatzung bestand aus 146 Mann.

## Geschichte

### Liniendienst vor dem Zweiten Weltkrieg
Vor dem Zweiten Weltkrieg setzte die Reederei die Transilvania zusammen mit der Basarabia auf der bislang von der Dacia bedienten Route von Constanța über Istanbul, Piräus, Beirut, Haifa nach Alexandria und auf demselben Weg wieder zurück ein. Aufgrund ihres weißen Anstriches und der modernen, yachtähnlichen Erscheinung erhielten die beiden Schiffe bald den Spitznamen „Schwäne des Mittelmeeres“, den sie über Jahrzehnte behielten.

### Zweiter Weltkrieg: Internierung in der Türkei
Nach dem Kriegseintritt Rumäniens auf Seiten der Achsenmächte im Juni 1941 wurden die Transilvania und Basarabia nicht wie viele andere Schiffe für Nachschubtransporte oder als Hilfskriegsschiffe herangezogen. Als die modernsten und wertvollsten Schiffe der Handelsmarine wurde beide mit Einwilligung der rumänischen Führung von der neutralen Türkei in Istanbul interniert.
Obwohl interniert, versuchten Briten, Deutsche wie Rumänien, auf die Schiffe zuzugreifen: Im Mai 1943 trat die britische Regierung über die diplomatische Vertretung in der Türkei an die rumänische Regierung und fragte an, ob Transilvania und Basarabia für den Transport jüdischer Flüchtlinge nach Palästina eingesetzt werden könnten. Dazu war sie bereit, jede Sicherheit für die beiden Schiffe zu garantieren. Die rumänische Regierung hielt Rücksprache mit den Deutschen, die wiederum eine Beschlagnahme der Schiffe befürchteten und die Nutzung verweigerten. Auch die Deutschen versuchten, die beiden Schiffe für ihre Zwecke zu nutzen: Angesichts des großen Bedarfs an Transportkapazitäten bekundete der deutsche Admiral Helmuth Brinkmann Interesse an den beiden Schiffen. Die rumänischen Behörden kamen der Aufforderung jedoch nicht nach. Selbst die rumänische Regierung ersuchte um die Rückgabe: Als sie im April 1944 infolge der Schlacht um die Krim Transportraum zur Evakuierung der Truppen benötigte, verhandelte sie mit der türkischen Regierung. Beide Seiten waren sich einig, die rumänischen Zerstörer Mărăști, Regina Maria und Regele Ferdinand waren als Eskorte in Istanbul eingetroffen, doch in letzter Minute scheiterte die Rückgabe – wahrscheinlich auf britischen Druck hin.

### Repatriierung, Flüchtlingstransporte, erste Linienverbindung
Als am 23. August 1944 in Rumänien der Staatsstreich stattfand und das Land anschließend auf Seiten der Alliierten weiterkämpfte, übernahm die Sowjetunion fast alle rumänischen Schiffe als Reparationsleistung – nur die Transilvania und das Kombischiff Ardeal verblieben in der rumänischen Handelsmarine. Die Transilvania wurde sofort der im Sommer 1945 gegründeten sowjetisch-rumänischen Reederei Sovromtransport als Nachfolgerin der Serviciul Maritim Român übergeben. Zunächst wurde die Transilvania für die Repatriierung rumänischer Kriegsgefangener aus der Sowjetunion eingesetzt, ebenso beförderte sie jüdische Auswanderer nach Palästina: Zwischen Oktober 1945 und November 1950 wurden damit jüdische Einwanderer nach Haifa transportiert. Mit Zustimmung der Sowjets wurde im November 1945 die Passagierlinie Constanța – Marseille eröffnet.

### Ära der Luxuskreuzfahrten
Nach dem Tod Stalins und der folgenden Tauwetterperiode löste die rumänische Regierung die rumänisch-sowjetische Reederei Sovromtransport 1954 auf und ersetzte sie durch die rein rumänische Staatsreederei Navrom, in die alle Schiffe überführt wurden – so auch die Transilvania. Es folgten zwei Jahrzehnte, an denen die Transilvania Luxuskreuzfahrten auf dem Schwarzen Meer und dem Mittelmeer unternahm. Aufgrund seiner Ausstattung, des Preises sowie der Serviceleistungen wurde das Schiff auch in westeuropäischen Ländern vielfach gebucht und war durchgehend in Fahrt. 1962 kehrte die Transilvania auf die Bauwerft zu Burmeister & Wain nach Kopenhagen zurück und wurde dort überholt. Anschließend setzte die Reederei mit dem Schiff die Kreuzfahrten im Schwarzen Meer und im Mittelmeer fort.

### Die letzten Jahre
1975 kehrte das Schiff nach Constanța zurück, um modernisiert zu werden. Gleichzeitig gab es unterschiedliche Vorstellung über die weitere Verwendung des Schiffes: Schulschiff in Constanța, schwimmendes Hotel vor Tomis oder Museumsschiff in Kopenhagen. Nach vier Jahren fiel die Entscheidung, das Schiff zur Modernisierung nach Galați zu bringen. Dort kenterte die Transilvania am 9. September 1979, da der Wasserspiegel der Donau gesunken war und das Schiff nicht verholt oder gesichert worden war. In den Jahren 1982/83 wurden die über dem Wasser liegenden Teile abgewrackt; die unter Wasser liegenden Teile wurden erst 2008/09 geborgen.